# Psoroglaena biatorella
Psoroglaena biatorella är en lavart som först beskrevs av Johann Franz Xaver Arnold, och fick sitt nu gällande namn av Lücking. Psoroglaena biatorella ingår i släktet Psoroglaena och familjen Verrucariaceae.   Inga underarter finns listade i Catalogue of Life.
I den svenska databasen Dyntaxa används istället namnet Leucocarpia biatorella för samma taxon.  Arten är reproducerande i Sverige.